# Bni Hilal
Bni Hilal (àrab بني هلال) és una comuna rural de la província de Sidi Bennour de la regió de Casablanca-Settat. Segons el cens de 2014 tenia una població total de 17.843 persones.